# لاله واژگون جنتر
لاله واژگون جنتر(نام علمی: Fritillaria gentneri) نام یک گونه از سرده لاله واژگون است.